# 줄리아노 사르티
줄리아노 사르티(이탈리아어: Giuliano Sarti, 1933년 10월 2일~2017년 6월 5일)는 이탈리아의 전직 프로 축구 선수로, 현역 시절 골키퍼로 활약했다. 그는 전성기에 몇몇 이탈리아 구단을 거쳤는데, 피오렌티나에서 큰 성공을 거둔 것과 1960년대 이탈리아와 유럽을 호령한 "위대한 인테르"의 수문장인 것으로 알려져 있다.

## 구단 경력
사르티는 피오렌티나와 인테르나치오날레에서 활약하며 수 차례 국내 및 국제 대회 우승을 거둔 거승로 알려져 있다. 하부 리그의 첸테세(1952–53)와 본데네세(1953–54)를 거쳐 1954년에 피오렌티나로 입단했고, 이후 레오나르도 코스탈리올라와의 짧은 경쟁 끝에 승리하고 이후 엔리코 알베르토시로부터 주전 지위를 사수했다. 그는 피오렌티나에서 활약하면서(1954–63) 세리에 A, 코파 이탈리아, 그리고 유러피언 컵위너스컵 우승을 거두었다.

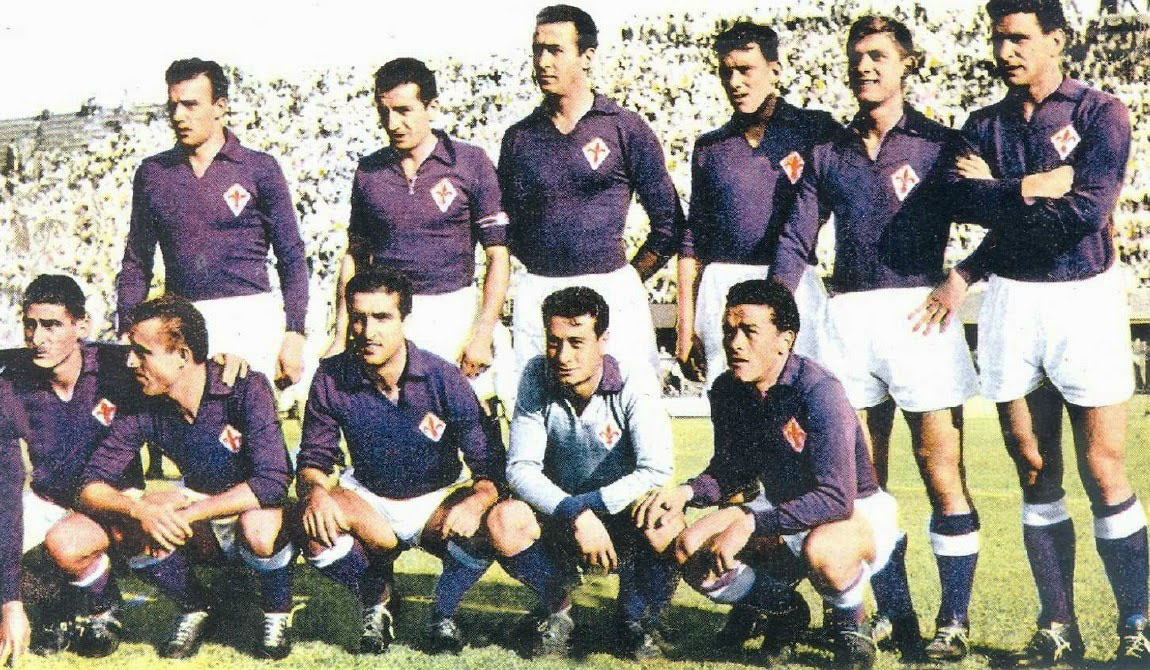
1955-56 시즌 피오렌티나 방패원정대(Scudettata)의 사르티 (앞줄 오른쪽에서 2번째)

사르티는 특히 1960년대에 엘레니오 에레라 시대에 "위대한 인테르"(La Grande Inter)로 호령하던 수문장으로 가장 잘 알려져 있다. 그는 1963년에 이적하여, 선수단에 합류한 뒤 측면 수비수 부르니치와 파케티, 그리고 최후방 수비수 아르만도 피키와 함께 인테르나치오날레의 끈질긴 "빗장" 수비 전술의 핵심이 되어 이탈리아, 유럽, 그리고 국제 무대를 호령케 했다. 그는 인테르나치오날레에서 5년을 활약하면서 2번의 세리에 A를 우승했고, 유러피언컵도 2번, 인터콘티넨털컵까지 2번 우승했다. 1968년에 인테르나치오날레를 떠난 그는 1968-69 시즌을 로베르토 안촐린의 후보로 유벤투스에서 활약했다. 그는 이듬해 우니오네 발디니에볼레로 이적하여 1973년에 은퇴할 때까지 머물렀다.

## 국가대표팀 경력
사르티는 이탈리아 국가대표팀 경기에 1959년부터 1967년까지 8번 출전했지만, 이탈리아 국가대표팀 당대 유수의 골키퍼들과의 치열한 경쟁으로 인해 주요 대회에 출전하지 못했다. 그의 첫 국가대표팀 경기는 1959년 11월 29일, 1-1로 비긴 헝가리전이었다.

## 경기 방식
평론가는 사르티를 이탈리아의 당대는 물론 역대 최고의 골키퍼로 손꼽는다. 꾸준하고 믿음직한 수문장인 그는 날아오는 공을 효율적으로 막아냈고, 공 예측력은 물론 평정심, 성격, 강한 정신력으로 높은 평가를 받았고, 운동신경에 큰 중점을 두어 화려한 선방을 펼치기 보다는 효율적인 선수로 명성이 자자했다.

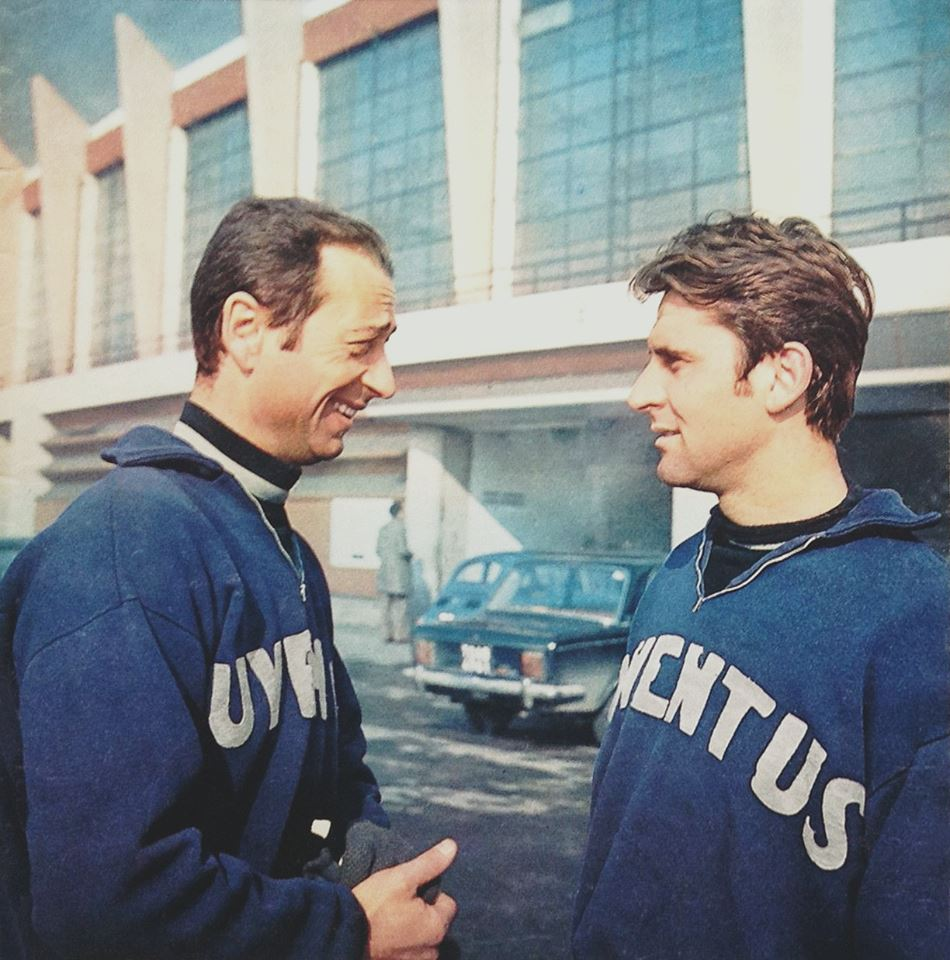
1968-69 시즌, 유벤투스에서 휴식 중에 동료 로베르토 안촐린과 대화를 나누는 사르티(좌측).

그는 이탈리아에서 골키퍼의 역할을 크게 변화시킨 것으로 잘 알려져 있는데, 상대 스트라이커의 수를 예상하고 후방 수비선에서 쇄도하거나, 영역을 벗어나 수비수와 공을 주고받아 경기 전개를 하는 "최후방 수비수 겸 수문장" 역할을 맡았다. 그러나, 특정한 순간에는, 최후방에 남아 포격하는 상대에 대비해 몸을 준비시켜, 자신과 상대 간의 거리를 띄웠고, 공을 막을 시간을 벌었다. 훗날 본인으로부터 "반사신경적"이라기보다 "기하학적"으로 수식되는 이 방식으로 막는 수문장은 당시 흔치 않았지만, 매우 효율적이었다.

## 은퇴 후
사르티는 1969년에 유벤투스에서 1년 활약하고 프로 무대에서 은퇴했다. 은퇴 후, 그는 루케세에서 감독진 일원으로 활약했다.

## 최후
사르티는 2017년 6월 5일, 사르티는 병세가 급격히 악화되어 향년 83세로 피렌체에서 영면에 들었다.

## 수상

### 클럽
피오렌티나
- 세리에 A: 1955–56
- 코파 이탈리아: 1960–61
- 유러피언 컵위너스컵: 1960–61

인테르나치오날레
- 세리에 A: 1964–65, 1965–66
- 유러피언컵: 1963–64, 1964–65
- 인터콘티넨털컵: 1964, 1965

### 개인
- 피오렌티나 명예의 전당: 2013[12]